# Seleka
Seleka ("Coalición" en idioma sango), a veces escrito Séléka, es una coalición formada en 2012 de partidos políticos y fuerzas rebeldes opuestas al presidente de la República Centroafricana François Bozizé. Está compuesta en parte por mercenarios chadianos, libios y sudaneses.· La Seleka se caracteriza por ser una coalición étnica de carácter religioso musulmán en un país cuya población es un 80 por ciento cristiana.
Ha recibido apoyo de Chad, país que considera el norte de la República Centroafricana como estratégica en razón de sus recursos petrolíferos. También dispone de apoyo en forma de vehículos, armas y municiones por parte de Sudán.
Oficialmente, fue disuelta en septiembre de 2013,··· pero esto no significó que se produjeran cambios reales sobre el terreno.
Los soldados seleka, actualmente ex-seleka, imponen controles sobre las regiones de norte y el este de la República Centroafricana y cometen actos de violencia sobre la población civil, por lo que en 2014 se enfrentaron a las fuerzas francesas de la operación Sangaris, nombre de la operación militar francesa que se desarrolló en este país entre 2013 y 2016.·
Desde la aparición de la Seleka se han formado varias facciones, divididas entre alianzas y conflictos, como la Union Pour la Paix en Centrafrique (UPC), dirigida por Ali Darras, el Mouvement Patriotique pour le Centrafrique (MPC) dirigido por Al-Kathim y el Front populaire pour la renaissance de la Centrafrique (FPRC),· formación mayoritaria dirigida por Nourredine Adam.

## Composición
- Convención de Patriotas por la Paz y la Justicia (Convention des patriotes pour la justice et la paix (CPJP), cuyo dirigente militar es Noureddine Adam.[15]

- Unión de Fuerzas Democráticas para la Reagrupación (Union des Forces Démocratiques pour le Rassemblement, UFDR) , dirigidas por Michel Djotodia.[16]

- Frente Democrático del Pueblo Centroafricano (Front démocratique du peuple centrafricain, FDPC), dirigido por Martin Koumtamadji, alias Abdoulaye Miskine.[17]

- Convención Patriótica de Salud del kodro (Convention patriotique du salut du kodro, CPSK), fundador Mohamed-Moussa Dhaffane.

- Alianza para el Renacimiento y la Refundación (Alliance pour la renaissance et la refondation, A2R), creada en 2012,[18] y reconvertida en 2013 en el Movimiento por el Renacimiento y la Refundación.[19]

El secretario general de la Seleka es Justin Kombo Moustapha (UFDR). En mayo de 2014, fue nombrado jefe del Estado Mayor el general Joseph Zoundeko, de la UFDR.

## Efectivos
En 2013, constaba de unos 20.000 hombres·. En mayo de 2014, el ejército francés hablaba de varios miles, mientras que por otra parte la Seleka reivindica unos 10.000 combatientes.

## Historia
El 11 de marzo de 2013, la ciudad de Bangassou es conquistada por una facción disidente de Seleka.
El 24 de marzo de 2013, los rebeldes de la Seleka, con su jefe Michel Djotodia, que se proclama presidente de la república, obligan al presidente François Bozizé a huir del país a Camerún.
En agosto, el rechazo de la población de Bohong a los abusos de la Seleka conducen a violentar represalias que entrañan decenas de muertos, violaciones y pillajes, especialmente contra la población cristiana.

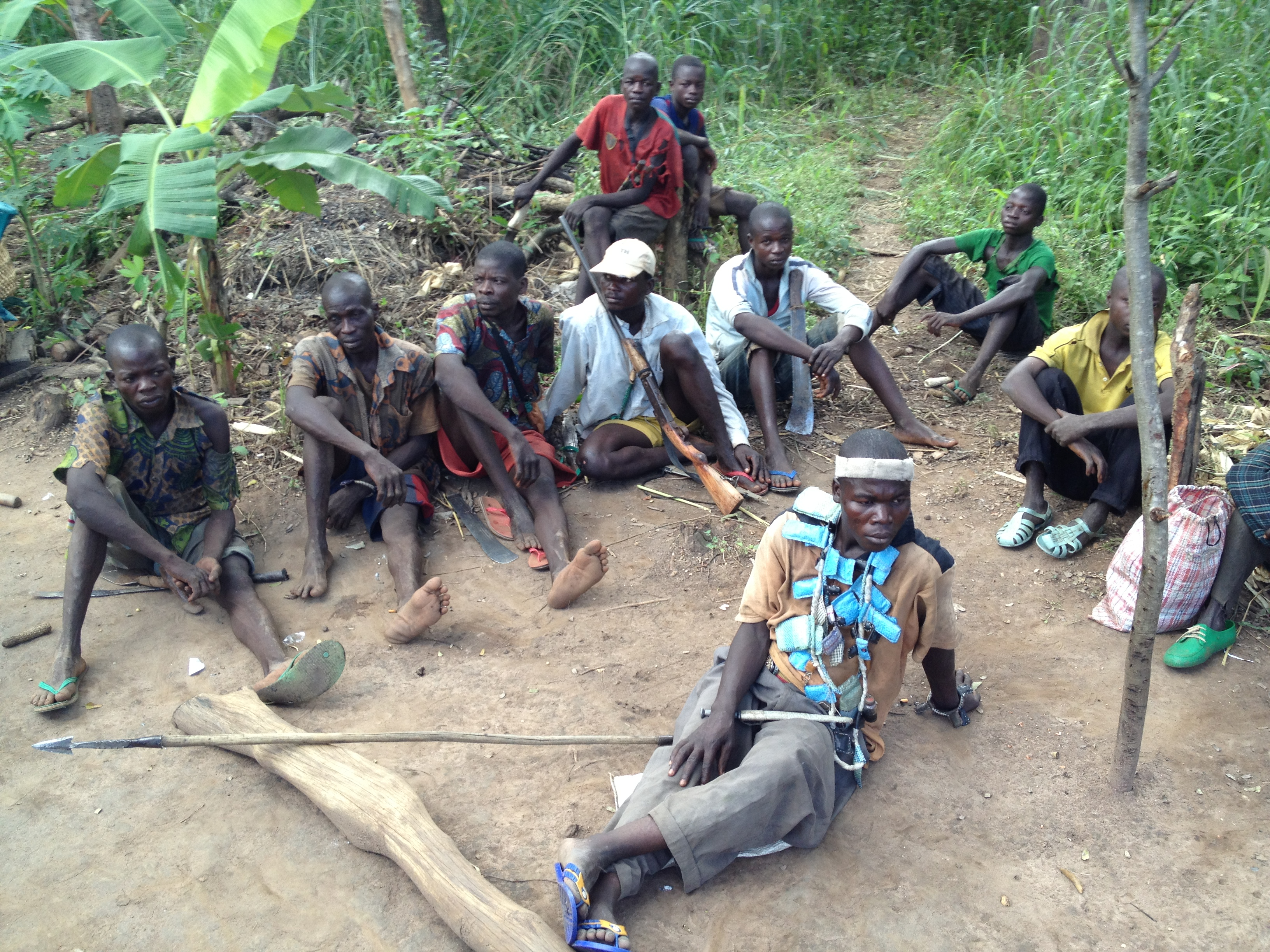
Miembros de la milicias Anti-balaka de Bossangoa, creadas para enfrentarse a los Seleka.

En septiembre de 2013, la milicias son disueltas por Michel Djotodia, pero los abusos se incrementan en octubre de 2013, lo que lleva a la formación de las milicias de autodefensa Anti-balaka.
Desde su disolución, se han mantenido los enfrentamientos entre las milicias ex-seleka, considerados como asaltantes de caminos por el africanista Bernard Lugan, y los cristianos, especialmente contra los sacerdotes católicos.
El 26 de abril de 2014, ex-selekas atacan el hospital de Nanga Boguila, causando 16 víctimas. Luego, en Bodjomo, matan a cuatro catequistas.
En septiembre de 2014, tres generales seleka, al-Khatim, Ahmat Abdallah Faya y Ali Darass, abandonan el movimiento, así como su portavoz Ahmat Nadjad Ibrahim.
En 2018, la guerra entre cristianos y musulmanes continúa. A la capital, Bangui, llegan a diario decenas de heridos de bala de todo el país. El conflicto se ha enquistado y se han roto las alianzas. Las milicias musulmanas se han dividido entre los partidarios de Al Katim y Alí Darassa, y luchan unas contra otras. Los grupos armados cristianos aprovechan el enfrentamiento. Aparecen los señores de la guerra en un contexto de oro, uranio, diamantes y densos bosques de maderas nobles en el sur.
En octubre de 2021, se abren las audiencias de confirmación de cargos contra el ex miliciano Seleka Mahamat Saïd ante la Corte Penal Internacional (CPI). Este exmiliciano es sospechoso de crímenes de lesa humanidad y crímenes de guerra cometidos en 2013 y 2014. Es la primera vez que un exmiembro de la Seleka se enfrenta a los jueces de la Corte.